# Corry Island
Corry Island ist eine 3 km lange und bis zu 510 m hohe Insel im Prinz-Gustav-Kanal vor der Südseite der Trinity-Halbinsel am nördlichen Ende der Antarktischen Halbinsel. Sie liegt zwischen Vega Island und Eagle Island.
Wahrscheinlich handelt es sich bei dieser Insel um das vom britischen Polarforscher James Clark Ross während seiner Antarktisfahrt (1839–1843) als Kap Corry benannte Objekt. Der Falkland Islands Dependencies Survey deckte die eigentliche Natur des Objekts im Jahr 1945 auf und nahm eine entsprechende Namensanpassung vor. Namensgeber ist der britische Politiker Henry Thomas Lowry-Corry (1803–1873), damaliger Lord Commissioner der britischen Admiralität.